# 369
Het jaar 369 is het 69e jaar in de 4e eeuw volgens de christelijke jaartelling.

## Gebeurtenissen

### Balkan
- Keizer Valens steekt bij Noviodunum (Roemenië) de Donau over en voert opnieuw een veldtocht tegen de Visigoten. Koning Athanarik wordt verslagen en sluit een vredesverdrag met Valens. In het verdrag behouden de Goten de status van foederati en wordt de handel beperkt met grensposten.
- Fritigern wordt koning van de Visigoten, er ontstaat een burgeroorlog met zijn rivaal Athanarik. Met steun van Valens beëindigt het Oost-Romeinse leger het conflict en Fritigern laat als blijk van erkentelijkheid zich tot het christendom bekeren.
- Wulfila vertaalt de Bijbel in het Gotisch, hiervoor gebruikt hij het Griekse en Romeinse alfabet met Germaanse runen. Tevens verspreidt hij onder de Goten de ariaanse versie van het christendom.

### Europa
- De Romeinse Maasbrug bij Cuijk wordt gebouwd. Keizer Valentinianus I geeft opdracht om de Rijngrens van het West-Romeinse Rijk te versterken. Aan de Maas bij het fort Ceuclum (huidige Cuijk) worden fortificaties aangelegd.

### Perzië
- Koning Shapur II lijft de Romeinse vazalstaat Armenië in bij het Perzische Rijk. Hij dwingt de bevolking het zoroastrisme te accepteren, maar de Armeense adel komt in opstand met steun van de Romeinen.

### Japan
- Het Yamato Rijk breidt haar militaire macht verder uit, een Japans expeditieleger sticht de handelskolonie Mimana (Silla) in het zuiden van Korea.